# У темряві
У темряві (пол. W ciemności, англ. In Darkness) — польсько-німецько-канадський драматичний фільм 2011 року, режисерки Агнешки Голланд. Дія фільму відбувається у Львові в роки Другої світової війни. Сценарій написаний канадським сценаристом Девідом Ф. Шамуном і базується на книзі Роберта Маршала «В каналізаціях Львова. Героїчна історія про часи Голокосту», яка 1990 р. вийшла у США. Сама книга була створена під впливом спогадів, написаних Іґнацієм Хігером, батьком Крістіни Хігер, однієї з героїнь фільму. Вціліла після Голокосту Крістіна Хігер у дитячому віці протягом 14 місяців переховувалась разом з родиною у львівській каналізації. Їм допомагав Леопольд Соха, головний персонаж фільму.
Світова прем'єра фільму відбулася 2 вересня 2011 року в ході 38-го кінофестивалю в Телуріді. Потім він був представлений на 36-му Міжнародному кінофестивалі в Торонто 11 вересня 2011 в програмі «Спеціальні презентації». 20 вересня того ж року відбувся показ в рамках огляду польського кіно в Європейському парламенті в Брюсселі. 5 січня 2012 року компанія Kino Świat розпочала кінопрокат на польському ринку. В Україні фільм вперше був показаний 26 серпня 2012 у Львові в кінопалаці «Коперник» у межах VII фестивалю незалежного кіно КіноЛев.
У темряві був номінований на премію Оскар як найкращий фільм іноземною мовою на 84 церемонії вручення.
Картина була присвячена Мареку Едельману.

## Опис
Головний герой фільму — Леопольд Соха, робочий міського колектора, а за сумісництвом дрібний злодій. Коли нацисти займають Львів, він випадково стикається з групою євреїв, які намагаються врятуватися від відправки в гетто. За грошову винагороду він ховає втікачів в лабіринті підземних комунікацій міста. Те, що починається як цинічна ділова домовленість, поступово переростає в щось набагато більше. За цей час, коли протягом 14 місяців жінки, чоловіки і діти відчувають долю, обманюючи вірну смерть, серце Леопольда переймається почуттям жалю до цих нещасних людей.

## Сюжет
Фільм переповідає історію євреїв, які під час Другої світової війни впродовж 14 місяців переховувалися у каналізації Львова. Головний герой фільму Леопольд Соха — поляк, який є інженером львівської каналізації. Він випадково знаходить групу євреїв, які там переховуються, і погоджується допомагати їм за гроші. У цій групі євреїв є маленька дівчинка — Кристина Чігер, котра пізніше напише книгу про ті 14 місяців у каналізації Львова.
Стрічка похмура, адже більшість подій відбувається під землею, однак гнітючого враження після перегляду немає. Євреї живуть у каналізації в жахливих умовах: поруч з пацюками, їм бракує їжі, навколо жахливий сморід, вологість, дехто із них починає хворіти.
Одним із штрихів жахливої картини є жінка, котра народила у каналізації, душить сина, аби він своїми криками не видав їх. Сцену пологів можна назвати найважчою у фільмі. Найдраматичнішим у цій сцені є те, що Соха вже навіть ухвалив рішення про те, щоб забрати дитину до себе, але не встиг розповісти про це.
Та навіть ставши заручниками життєвих обставин і братами по нещастю, євреї й між собою не завжди можуть порозумітися. Спочатку хочуть убити Леопольда, бо бояться йому довірити свої життя, однак вирішують ризикнути, щоб отримати шанс вижити. Одна із молодих єврейок вночі втікає з каналізації і повертається в гетто, бо життя в підземеллях лякає її значно більше. Один із мешканців підземелля спить із коханкою на очах у своєї дружини і доньки. Всі у каналізації живуть у постійному страху і чекають, що Соха будь-якої миті може привести німців. Що довше вони переховуються, то важче стає виживати, бо у них закінчуються гроші, а це єдине, що змушувало Соху допомагати їм. Однієї миті троє євреїв утікають, обікравши перед цим решту. Але неподалік їх убивають німці.
З часом у Леопольда Сохи відбувається справжня еволюція світосприйняття. Спочатку він постійно вагається, чи зрадити євреїв німцям за гроші, чи далі постачати їм харчі, наражаючи і себе і свою сім'ю на небезпеку. Він настільки емоційно прив'язується до тих, кого спочатку рятував за винагороду, що, ризикуючи, веде малу Кристину подивитися на сонце, бо вона не бачила нічого, окрім похмурих тунелів каналізації. Він робить усе, аби перебування людей у каналізації не було таким нестерпним, допомагає святкувати їхні свята. Його метаморфоза, однак, не є несподіваною, адже до цього режисерка підводить кожною наступною сценою. Наприкінці фільму, коли починається злива, а Леопольд разом із дружиною та донькою перебувають у церкві, де остання приймала перше причастя, глядач впевнений у тому, що зараз він покине родину і побіжить рятувати «своїх євреїв».
Наївним видається переломний момент, коли Леопольд Соха починає задумуватися над тим, що євреї нічим не гірші за поляків. Дружина розповідає йому, що Діва Марія та Ісус Христос також були євреями. А доти він цього не знав? Хоча Соха і говорить жінці щось про місцевого ксьондза, однак чомусь те незнання виглядає скоріше надуманим. Можливо, авторка хотіла тут показати збірний образ людей зашорених і не мислячих, яких насправді ніколи не бракувало.

## У ролях
- Роберт Вєнцкевіч — Леопольд Соха
- Кінґа Прайс — Ванда Соха
- Аґнєшка Ґроховська — Клара Келлер
- Марія Шрадер — Поліна Чігер
- Герберт Кнауп — Ігнатій Чігер
- Марцин Босак — Янек Гроссманн
- Бенно Фюрманн — Мундек Маргуліс
- Крістофер Сконєчни — Щзепек Врублевські
- Юлія Кійовска — Хая
- Міхал Журавскі — Бортник
- Пйотер Ґловацкі — Іцек Френкель
- Філіп Ґарбач — Хлопчик
- Вероніка Росаті — Жінка з дитиною
- Йоахім Пауль Ассбек — Новак
- Мілла Банковіч — Кристина Чігер
- Олівер Станчак — Павел Чігер
- Александр Левіт — Ковальов
- Франк-Міхаель Кобе — Вілхаус

## Виробництво
Зйомки фільму почалися 25 січня 2010 року і тривали до 1 квітня.
Хоча дія фільму відбувається у Львові, він знімався в Старому місті в Пйотркув-Трибунальськиму, в Лодзі, Варшаві, Берліні та Лейпцигу.
Фільм фінансувався Польським інститутом кіно і Лодзьким фондом фільмів.

## Відгуки
Фільм зібрав загалом позитивні відгуки кінокритиків і простих глядачів. На сайті Rotten Tomatoes фільм У темряві отримав рейтинг 90 % (97 оглядів) від кінокритиків і 82 % від простих відвідувачів сайту. Оцінка глядачів на сайті IMDB — 7,1 балів з 10. Однак деякі кінокритики та історики сприйняли це кіно дуже неоднозначно. Режисерці закидають те, що вона потрактувала історію по-своєму, а інколи фільм навіть називають відверто антиукраїнським. І не тільки українські критики.
Після прем'єри фільму, яка у Польщі відбулась 4 січня, відомий режисер Кшиштоф Зануссі сказав: «Це фільм розчулює, він вражаючий і дуже красивий. Його не можна дивитися тільки для задоволення, але для глибшого розчулення. Це розповідь про людей у екстремальній ситуації. Зараз, кілька століть по цьому, не уявляємо, як би ми вчинили у таких складних умовах, але вони завжди можуть виникнути».